# Municipio de Crawford (condado de Coshocton)
El municipio de Crawford (en inglés: Crawford Township) es un municipio ubicado en el condado de Coshocton en el estado estadounidense de Ohio. En el año 2010 tenía una población de 1858 habitantes y una densidad poblacional de 28,16 personas por km².

## Geografía
El municipio de Crawford se encuentra ubicado en las coordenadas 40°24′33″N 81°45′30″O / 40.40917, -81.75833. Según la Oficina del Censo de los Estados Unidos, el municipio tiene una superficie total de 65.98 km², de la cual 65,98 km² corresponden a tierra firme y (0 %) 0 km² es agua.

## Demografía
Según el censo de 2010, había 1858 personas residiendo en el municipio de Crawford. La densidad de población era de 28,16 hab./km². De los 1858 habitantes, el municipio de Crawford estaba compuesto por el 98,49 % blancos, el 0,59 % eran afroamericanos, el 0,05 % eran asiáticos y el 0,86 % eran de una mezcla de razas. Del total de la población el 0,11 % eran hispanos o latinos de cualquier raza.